# 大同大学 (上海)
大同大学是中華民国大陸時期座落于上海的一所综合性私立大学，尤以“理工”学科而著称，时有“北南开，南大同”之誉，1952年在院系调整中被撤校。

## 历史简介
1911年11月，任教于北京清华学堂（清华大学前身）的胡敦复、平海澜等11名教师，因不满学堂外国主事的办学方式，辞职南下上海成立了立达学社，并制订“己欲立而立人，己欲达而达人”的社旨，力图改革中国旧式教育。

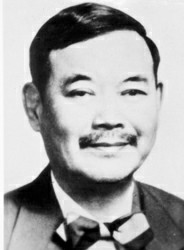
胡敦复-大同大学的创建人和校长

1912年3月19日，胡敦复和他的立达学社同仁募捐私款在上海南市肇周路南阳里租屋，创办了大同学院。“大同”，系取义《礼记·礼运篇》中“天下为公，是为大同”之意，以“在明明德，在新民，在止于至善”为校铭，以“研究学术，明体达用”为宗旨，西文译作Utopia School（意为改良的新式学校）。当年招收学生91人，由立达学社社长胡敦复亲任院长。1914年1月，学校迁址南车站路。
大同大学早期办学无比艰辛，因为其办校经费不向社会募捐，不接受私人或团体赠款，仅靠立达学社社员自筹，所以几乎难以为继。后来学社同仁改变了“但忧毅力不充，不患度支之不足”做法，开始接受社会资助，学校各方面才得以有较大发展。也正是办学经费的紧张，造就了大同教员刻苦耐劳、精神贯注和学生朴素好学、奋发向上的优良传统。
大同学院开创了国内中西合璧办教育的先河。它是上海第一家男女同校的私立学校，连校务主任也是女性，所使用的教材不少是引进西方的现成教材，或由教师自己编写，并拥有当时罕见的理化实验室。
1922年9月，大同学院被政府立案，改称大同大学，为私立性质，在校生约600人。在20世纪20年代，大同大学发展成为中国最好的私立大学之一。学校占地90亩，有15幢教学楼。1920年代的教育部报告称：“综合言之，此次视察六校（复旦、沪江、大同、大夏、光华、暨南），……据视察结果，办学精神，极为贯注者，为大同、沪江二校。理学院办理较有成绩者，亦为沪江、大同二校。……”
1930年，大同大学南车站路校址扩至110余亩，先后落成大礼堂、图书馆、体育馆、科学实验室、学生宿舍等17座建筑，拥有运动场、绿地等，建筑颇具规模，图书仪器充实完备，学生人数近千人，教育事业大有发展。
在大学迅速发展的基础上，大同大学于1928年开始创办附中。1932年2月6日，上海市教育局准予中学部立案，改称附属中学，除教室、宿舍分开外，行政和经费仍与大学统一办理，大学预科停办。至1939年又分附中一院和二院，其分别是以后上海市大同中学和五四中学的前身。《三十年之上海教育》1935年对大同大学（包括附中）的评价为：「该校办理，处处经济，绝不浪费。教员刻苦耐劳，精神贯注，学生朴素好学，教师辅导学生自动研究，尤为可贵」。
1937年“八.一三”淞沪抗战中，因连天炮火和飞机轰炸，大同学府被毁于一旦。1937年10月，华界沦陷，大同被迫从南市迁至租界，借中国无线电工程学校及位育小学继续上课。大同师生没有经济实力转移到后方，胡敦复只好率领部分师生留守孤岛上海，再次依靠立达学社社友员、团结广大师生员工，在学校董事会的支持下，开始了第二次艰苦的创业历程，使“大同”获得了新生。
1938年9月，租用辣斐德路（今复兴中路）律师公会大厦为临时校舍。中学部979人，大学部850人。后大学部改借公共租界光夏中学校舍。1939年9月，新闸路新校舍建成，并附设附中二院（高中部），律师公会校址称附中一院（初中部）。1946年11月，原上海南市大同校舍修复部分竣工，附中一院迁回南车站路，即今上海市大同中学；大学部及附中二院（即今上海市五四中学）仍在新闸路。
大同大学在抗战爆发后毅然创办工学院，从1941年至1952年，工学院共毕业学生2228人。至1940年代，大同大学已发展有商学院、文学院、理学院和工学院四个学院，下设14个系，学科涵盖史、地、文、哲、经济、会计、化学、化工、土木、电机、机械等领域，为社会培养了一大批栋梁之材。
至1948年，大同大学部学生人数已达2700人，中学部学生达2500人，在当时上海公立和私立学校中占第一位，是1912年初办时学生人数的50倍。
在其四十年的大学历史中，大同一直是上海乃至全国私立大学中的翘楚，享有“北南开，南大同”的美誉。大同大学（含附中）先后培养出39名两院院士，其中中国科学院院士24人，中国工程院院士16人，其中1人为双院士。

## 院系调整前的院系设置
- 文学院（文学系、史地政治系、哲学教育系）
- 理学院（数学系、物理系、化学系）
- 商学院（经济系、银行系、工商管理系、会计系）
- 工学院（机械工程系、电机工程系、土木工程系、化学工程系）
- 附属中学一院（初中部）、附属中学二院（高中部）

## 院系调整
1952年10月，全国高等院校院系调整，大同大学撤校停办。商学院并入上海财经学院，文学院并入华东师范大学，理学院并入复旦大学，工学院相关科系分别并入同济大学、交通大学和华东化工学院，附中一院和附中二院分别独立为大同中学和五四中学。

## 知名校友
- 徐慕云（1900－1974）原名徐长虞、徐州市人。著名戏剧理论家、戏曲教育家。毕业于上海大同大学。
- 顾静徽（1900－1983）物理学家，物理教育家，中国第一位物理学女博士。
- 林迪生（1903－1997）原名林攸绵，浙江三门县人。教育家。1921年考入上海大同大学专修英文。
- 何挺颖（1905－1929）生于陕西省南郑县。中国工农红军高级指挥员。1925年考入上海大同大学数学系。
- 周煦良（1905－1984）安徽至德（今东至）人。著名英国文学翻译家、教授、诗人、作家。1920年入上海大同学院。
- 林淡秋（1906－1981）生于浙江省宁海县，原名林泽荣。现代著名作家、翻译家。1922年考入上海大同大学。
- 钱临照（1906－1999）江苏无锡人。物理学家，中国科学院院士，1955年选聘为中国科学院院士（学部委员）。1925－1929年就读于上海大同大学物理系。
- 许思园（1907－1974）无锡西门外人，原名寿康，号思玄。著名学者。16岁考入上海大同大学。
- 顾功叙（1908－1992）浙江嘉善人。地球物理学家，中国地球物理学会和中国地震学会的发起人之一，1955年选聘为中国科学院院士（学部委员）。1929年毕业于上海大同大学。
- 杨承宗（1911－2011）生于江苏省吴江县。中国放射化学家。1932年毕业于上海大同大学获理学士学位。
- 侯毓汾 (1913－1999) 女，江苏省无锡市人。著名的染料化学家，我国染料化学专业的创始人。1935年上海大同大学化学系毕业。
- 葛一虹（1913－2005）生于上海嘉定，原名葛曾济，字作舟，号巨川。著名戏剧理论家、翻译家、戏剧史家、出版家，新中国戏剧事业的开拓者和奠基人之一。1932年考入上海大同大学专攻物理化学。
- 于光远（1915－2013）生于上海。经济学家，1955年被推选为中国科学院哲学社会科学学部的学部委员。1932－1934年在上海大同大学学习。
- 殷之文（1919－2006）江苏吴县人。材料科学家，中国科学院院士。1938－1939年在上海大同大学土木系学习。
- 朱维衡（1919－）浙江杭州人。电机工程专家。1942年毕业于上海大同大学电机系。
- 徐光宪（1920－2015）生于浙江绍兴。无机化学家和物理化学家，中国科学院院士。1939年考入上海大同大学化学系。
- 陈敬熊（1921－2022）浙江镇海（今宁波）人。电磁场与微波技术专家，中国工程院院士。1947年毕业于上海大同大学。[7]
- 沈天慧（1923－2011）女，浙江嘉善人。半导体材料学专家，1980年当选为中国科学院院士（学部委员）。1949年毕业于上海大同大学化工系。
- 周毓麟（1923－2021）生于上海。计算数学家、力学家，中国科学院院士。1945年毕业于上海大同大学数学系。[8]
- 钱正英（1923－2022）女，生于上海。水利水电专家，中国工程院院士。1939－1942年在上海大同大学土木工程系学习。[9]
- 沈复（1924－2015）男，江苏常熟人。化学工程专家，1946年参与组建清华大学化学工程系，1953年参与北京石油学院创建工作，1984年成为石油大学首批博士生导师。1945年毕业于上海大同大学化工系。
- 查全性（1925－2019）生于江苏南京。著名电化学家，中国科学院院士。1942年大同附中毕业并入大同大学深造。
- 丁石孙（1927－2019）江苏镇江人。数学家。1944－1947年在上海大同大学学习。[10]
- 江樺（1928－）生於上海。香港著名女高音及音樂教育家。
- 杨公侠（1929－2021）建筑光环境、人类工效与环境心理学学者、同济大学建筑与城市规划学院退休教授。1950年毕业于大同大学土木系。[11]
- 徐志磊（1930－）出生于上海。核武器工程设计专家，中国工程院院士。1948－1951年上海大同大学肄业。
- 倪嘉缵（1932－）浙江嘉兴人。化学家，1980年当选为中国科学院院士。1952年毕业于上海大同大学化学系。

此外，大同大学附中也培养了众多杰出人才，翻译家傅雷、漫画家华君武、隧道与地下工程专家刘建航院士、工程热物理学家和热工教学家王补宣院士、天文仪器与方法专家朱能鸿院士以及曾任国务院副总理的钱其琛、曾培炎等都就读于此。